# Fritz Kolbe
Fritz Kolbe, psevdonim George Wood, nemški diplomat in kontraobveščevalec med drugo svetovno vojno, * 25. september 1900, Berlin (Nemčija), † 16. februar 1971 Bern (Švica).
Fritz Kolbe se je rodil v delavsko družino, vendar je že kmalu pokazal nadarjenost za politiko. Pri 25 letih se je zaposlil v nemškem zunanjem ministrstvu in bil poslan najprej na veleposlaništvo v Madrid, nato pa v Cape Town. Ob prihodu Hitlerja na oblast, se ni želel včlaniti v NSDAP, zato so ga leta 1939 poklicali nazaj v Berlin. 
Kmalu mu ni preostalo drugega, kot, da je postal plačan pridruženi član stranke, to pa mu je preprečilo nadaljnjo kariero v tujini. Določen je bil na dolgočasno delo v pisarni, kjer je žigosal potne liste in izdajal vize. Med tem je sodeloval s protinacističnimi skupinami in v prostem času širil protinacistične letake po Berlinu. 
Po naključju je leta 1941 v pisarni naletel na dokumente, v katerih so bili načrti za sistematično iztrebljanje umsko prizadetih državljanov. Takrat se je odločil, da mora nekaj storiti. Začel je zbirati kopije različnih dokumentov in se potegovati za službo v tujini, od koder bi dokumente lahko posredoval zaveznikom. Priložnost se mu je ponudila 15. avgusta 1943, ko je končno dobil dovoljenje za opravljanje službe v švicarskem glavnem mestu Bern. 
Tam je najprej odšel na britansko ambasado, kjer pa ga niso jemali resno in so ga zavrnili. Tako je odšel na ameriško veleposlaništvo, kjer so ga z veseljem sprejeli. Dokumenti, ki jih je prinesel s seboj iz Nemčije so postali tako prva prava zavezniška informacija o stanju v tretjem rajhu. Kolbe je dobil skrivno ime George Wood in se z američani dogovoril o nadaljevanju sodelovanja, za kar pa ni maral plačila, saj je čutil moralno odgovornost za čimprejšnje končanje vojne. Skozi celotno vojno je imelo v njegove dokumente vpogled samo 11 ljudi na čelu s predsednikom Rooseveltom.
Od leta 1943 do konca vojne je Kolbe pretihotapil okoli 2600 pomembnih dokumentov, med katerimi so bili najpomembnejši načrti za rakete V-1 in V-2, obrambnih položajih Wehrmachta v Normandiji, japonskih načrtih, pomagal pa je celo razkriti nemškega vohuna na britanskem veleposlaništvu v Istanbulu, s kodnim imenom Cicero.
Po vojni pa je zaradi skrivnostnosti ostal označen kot nacistični diplomat in ni mogel dobiti službe v novi nemški vladi, ki ga je rehabilitirala šele leta 2004, ko so po njem poimenovali konferenčno dvorano v nemškem zunanjem ministrstvu. 
Kolbe je do smrti delal kot prodajalec električnih žag za neko ameriško podjetje v Bernu. 